# Рассвет (Котельниковский район)
Рассвет — посёлок в Котельниковском районе Волгоградской области, в составе Попереченского сельского поселения.

## Физико-географическая характеристика
Посёлок расположен в степи в пределах западной покатости Ергенинской возвышенности, относящейся к Восточно-Европейской равнине, на Скифской тектонической плите при безымянной балке второго порядка, примыкающей к балке Караичева. Посёлок расположен на высоте около 90 метров над уровнем моря. Рельеф местности холмисто-равнинный. Общий уклон местности — в северном направлении.
Почвенный покров комплексный: распространены каштановые солонцеватые и солончаковые почвы и солонцы (автоморфные).
Близ посёлка проходит автодорога, связывающая город Котельниково и хутор Поперечный. По автомобильным дорогам расстояние до областного центра города Волгограда составляет 230 км, до районного центра города Котельниково — 28 км, до административного центра сельского поселения хутора Поперечный — 12 км.

## История
Предположительно основан как ферма организованного в период коллективизации совхоза «Выпасной». Посёлок впервые упоминается в Списке населённых пунктов Котельниковского района Сталинградской области на 12 апреля 1945 года. Постановлением Волгоградской областной Думы от 28 января 1999 года № 3/36 посёлок отделения № 3 совхоза «Выпасной» Попереченского сельсовета переименован в посёлок Рассвет. Постановление областной думы было утверждено Правительством РФ в 2001 г.

## Население
| 2002 |
| ---- |
| 230  |

| 2010 |
| ---- |
| 203  |